# Мілан Бачі
Мілан Бачі (алб. Millan Baçi, нар. 3 листопада 1955, Тирана) — албанський футболіст, що грав на позиції півзахисника за клуб «17 листопада», а також національну збірну Албанії.

## Клубна кар'єра
У дорослому футболі дебютував 1976 року виступами за команду «17 листопада», кольори якої і захищав протягом усієї своєї кар'єри гравця, що тривала десять років. За цей час двічі виборював титул чемпіона Албанії.

## Виступи за збірну
1976 року дебютував в офіційних матчах у складі національної збірної Албанії.
Загалом протягом кар'єри у національній команді, яка тривала 6 років, провів у її формі 7 матчів, забивши 1 гол.

## Титули і досягнення
- Чемпіон Албанії (2):

«Динамо» (Тирана): 1981-82, 1984-85